# Phyllophorina philippinica
Phyllophorina philippinica är en insektsart som först beskrevs av Brunner von Wattenwyl 1898.  Phyllophorina philippinica ingår i släktet Phyllophorina och familjen vårtbitare. Inga underarter finns listade i Catalogue of Life.